# سیارک ۱۲۱۴۲
سیارک ۱۲۱۴۲ (به انگلیسی: 12142 Franklow، نامگذاری:4624P-L) دوازده هزار و صد و چهل و دومین سیارک کشف شده‌است که در ۲۴ سپتامبر ۱۹۶۰ کشف شد.